# Јефрем Перекомски
Јефрем Перекомски је руски православни светитељ, оснивач Перекомског манастира код Новгорода.

## Биографија
Рођен је 20. септембра 1412. године у Кашину. Световно име му је било Евстатије. Као млад отишао је у Троицко Макаријевом манастиру. Касније се преселио Савино-Вишерски манастир, где га је 1437. лично Сава Вишерски замонашио уи дао име Јефрем.
1450. године Јефрем је напустио манастир и отишао на језеро Иљмењ. Ту, на обали Црног реке, он је себи изградио ћелију. Убрзо је око ње почела да се обликује монашка заједница. На захтев браће Јефрем је постао њихов игуман и око 1450. рукоположенје у чин јеромонаха. По повратку из пустиње, саградио је храм у част Богојављења.
Јефрем је умро 26. септембра 1492. године и сахрањен је у цркви Светог Николе. Његове свете мошти чувају се у његовој обитељи.
Канонизован је 1549. године. Православна црква га помиње 16. маја и 26. септембра (од Јулијанском календару ).